# ديزي دونوفان
ديزي دونوفان (بالإنجليزية: Daisy Donovan)‏ ممثلة إنجليزية من مواليد 11 يوليو 1975.

## وصلات خارجية
- ديزي دونوفان على موقع IMDb (الإنجليزية)
- ديزي دونوفان على موقع ألو سيني (الفرنسية)
- ديزي دونوفان على موقع أول موفي (الإنجليزية)
- ديزي دونوفان على موقع قاعدة بيانات الأفلام السويدية (السويدية)
- ديزي دونوفان على موقع قاعدة بيانات الفيلم (الإنجليزية)
- ديزي دونوفان على موقع كينوبويسك (الروسية)